# Kleinite
La kleinite est un minéral très rare de la famille des halogénures, et de formule chimique (Hg2N)(Cl,SO4)·nH2O (où "n" désigne un nombre variable de molécules d'eau de cristallisation). Elle est photosensible, c'est-à-dire que sa couleur change vers le foncé, de façon réversible, à la lumière du jour.  
Découverte en 1903, et décrite en 1905, elle a été validée par l'IMA qui lui attribue le symbole Kle. Elle a été nommée en 1905 par Arthur Sachs en l'honneur de Carl Klein (1842-1907), minéralogiste allemand de l'Université de Berlin, pétrographe, contributeur important à l'optique minérale et à l'identification des minéraux en lames minces, pionnier de l'étude des météorites en lames minces. 
La kleinite est dimorphe de la mosesite (en). 
Sa localité type est le district minier de Terlingua au Texas, aux États-Unis. Elle a comme synonyme mercurammonite.

## Classification
La formulation de classification de Strunz, 3.DD.35, donne la kleinite comme halogénure, parmi les oxyhalogénures, hydroxyhalogénures et halogénures doubles apparentés, ayant du mercure dans sa composition.
Selon la classification de Dana, 8e édition, sous la côte 10.4.3.1, la kleinite est parmi les oxyhalogénures et hydroxyhalogénures de structure A2(O,OH)Xq,.

## Structure et caractéristiques optiques
De système cristallin hexagonal (à température ambiante), la kleinite est constituée de cristaux prismatiques courts [0001] avec un développement variable de {10-11} ; parfois équidimensionnels. Les cristaux présentent une biréfringence anormale (maximale δ = 0,020) ; leur véritable symétrie peut être monoclinique ou triclinique, en raison de l'ordre du chlorure, du sulfate et de l'eau zéolitiques. Les cristaux apparemment hexagonaux peuvent être fortement maclés et/ou pseudomorphes d'un polymorphe haute température véritablement hexagonal.
D'un point de vue optique, elle est biaxe à une température inférieure à environ 130 °C (biaxe négatif) et uniaxe au-dessus (uniaxe positif), ce qui équivaut à dire que la biréfringence disparaît au-dessus de 130 °C. Elle révèle une isotropie, au-dessus à environ 190 °C. La dispersion optique est très forte et r < v : la vitesse de la lumière traversant la kleinite est bien inférieure à celle dans le vide.

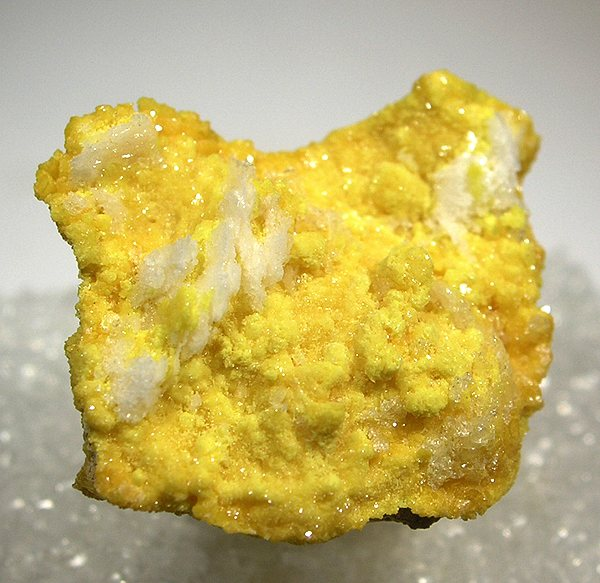
Exemple riche et coloré (vieille mine de Cordero, Mine McDermitt)

.

## Chimie
La kleinite a une masse molaire de 474,72 g/mol. Elle est composée à 87,88 % d'oxyde de mercure(I), Hg2O et à de faibles pourcentages d'autres oxydes (NO, SO3).   
| Composition | Composition |
| ----------- | ----------- |
| Mercure     | 84,51 %     |
| Hydrogène   | 0,42 %      |
| Soufre      | 0,68 %      |
| Azote       | 2,95 %      |
| Chlore      | 6,72 %      |
| Oxygène     | 4,72 %      |

Le minéral libère du mercure lorsqu'il est chauffé dans un tube à essai. Légèrement soluble dans l'acide chlorhydrique froid, mais soluble sans résidu dans l'acide chlorhydrique et l'acide nitrique chauffés. Sa dissolution dans le bromure d'ammonium produit de l'ammoniac.

## Formation
La kleinite procède de l'altération et/ou métamorphisme à haute énergie de minéraux déposés par des fluides hydrothermaux riches en métaux (mode paragénétique 33, voire 12).
Avec la grande Oxydation (stade 7), il y a 2,4 milliards d'années, elle a pu se former par altération hydrothermale superficielle des minéraux (mode 36, voire 22), lors de la formation des sulfates et sulfites (mode 47b) et parmi les minéraux d'altération superficielle contenant des halogènes (mode 47g).

## Gîtologie et gisements
La kleinite se trouve dans les portions oxydées de gisements de mercure. La barytine, la calcite, le gypse et la terlinguaïte la cotoient dans la mine Terlingua.
La base de données minéralogique Mindat.org recense 3 gisements en 2025 : le lieu-dit Landsberg à Obermoschel, en Allemagne, la mine McDermitt, dans le district minier Opalite, Comté de Humboldt au Nevada, le district minier Terlingua qui compte comme localité type, et notamment la mine Mariposa, au Texas.  